# Campionati europei di salto ostacoli 2007
I Campionati europei di salto ostacoli 2007 si sono svolti a Mannheim, in Germania, dal 14 al 19 agosto 2007.

## Podi
| Evento           | Oro                        | Argento     | Bronzo          |
| Gara individuale | Meredith Michaels-Beerbaum | Jos Lansink | Ludger Beerbaum |
| Gara a squadre   | Paesi Bassi                | Germania    | Regno Unito     |

## Medagliere
| Posiz. | Nazione     | Oro | Argento | Bronzo | Totale |
| ------ | ----------- | --- | ------- | ------ | ------ |
| 1      | Germania    | 1   | 1       | 1      | 3      |
| 2      | Paesi Bassi | 1   | 0       | 0      | 1      |
| 3      | Belgio      | 0   | 1       | 0      | 1      |
| 4      | Regno Unito | 0   | 0       | 1      | 1      |
| Totale | Totale      | 2   | 2       | 2      | 6      |